# Badminton Europe

La Badminton Europe (BE) è la federazione sportiva che governa lo sport del badminton in Europa. Si tratta di una delle cinque organizzazioni continentali che fanno riferimento alla Badminton World Federation (BWF).
L'organizzazione è stata fondata nel 1967 a Francoforte, in Germania. Fino al 2006 il suo nome era European Badminton Union.

## Presidenti
| No. | Anni      | Nome               |
| --- | --------- | ------------------ |
| 1   | 1967–1968 | Hans Peter Kuntz   |
| 2   | 1969–1977 | Stellan Mohlin     |
| 3   | 1977–1982 | Herman Valken      |
| 4   | 1982–1984 | Heinrich Barge     |
| 5   | 1984–1992 | Stan Mitchell      |
| 6   | 1992–2004 | Torsten Berg       |
| 7   | 2004–2010 | Tom Bacher         |
| 8   | 2010–2014 | Poul-Erik Høyer    |
| 9   | 2014–2019 | Gregory Verpoorten |